# Klub Sportowy Azoty-Puławy
Klub Sportowy Azoty-Puławy (deutsch: Sportklub Azoty-Puławy); kurz: KS Azoty-Puławy, ist der Name eines Sportvereins aus Puławy in Polen. Bis 2006 war er als Klub Sportowy Wisła-Azoty Puławy aktiv.

## Geschichte
Der Verein wurde am 28. Mai 2003 unter dem Namen Klub Sportowy Wisła-Azoty Puławy gegründet. Die Namensbestandteile spielen an auf den Verein Wisła Puławy, das Unternehmen Zakłady Azotowe Puławy und den Ortsnamen Puławy. Im März 2006 wurde der Name „Wisła“ abgelegt.
Die erste Mannschaft der Männer spielte ab 2003 in der II. Liga, 2004 in der I. Liga und seit 2005 in der Ekstraklasa bzw. Superliga, Polens höchster Liga.
International trat der Verein seit 2011 im EHF Challenge Cup und im EHF Cup bzw. der EHF European League an.

## Trainer
Trainer der Mannschaft waren  Piotr Dropek (2003), Jacek Zglinicki (Januar bis November 2004), Stanisław Kubala (November bis Dezember 2004), Bogdan Kowalczyk (Januar bis Dezember 2005),  Edward Koziński (Januar bis September 2006), Robert Nowakowski (September bis Oktober 2006), Roman Trzmiel (Oktober bis Dezember 2006), Bogdan Kowalczyk (Januar bis Juni 2007), Giennadij Kamielin (Juli 2007 bis Oktober 2008), Piotr Dropek (Oktober 2008 bis Juni 2009), Marek Motyczyński (Juli bis Dezember 2009), Bogdan Kowalczyk (Januar 2010 bis April 2011), Marcin Kurowski (April 2011 bis Juni 2013), Bogdan Kowalczyk (Juli 2013 bis Juni 2014), Dragan Marković (Juli bis Oktober 2014), Ryszard Skutnik (November 2014 bis Juni 2016),. Marcin Kurowski (Juli 2016 bis Juni 2017), Daniel Waszkiewicz (Juli 2017 bis Juni 2018), Bartosz Jurecki (Juli 2018 bis Februar 2019), Zbigniew Markuszewski (März bis Juni 2019), Michał Skórski (ab Juli 2019), Lars Walther, Robert Lis (Juli 2021 bis Juni 2023) und ab Juli 2023 Serhij Bebeschko.